# I'd Lie for You (And That's the Truth)
I'd Lie for You (And That's the Truth) is een nummer van de Amerikaanse zanger Meat Loaf met zang van Patti Russo. Het nummer werd geschreven door Diane Warren, terwijl Ron Nevison de productie voor zijn rekening nam. In oktober 1995 werd het uitgebracht als eerste single van het zevende studioalbum van Meat Loaf, Welcome to the Neighbourhood.

## Achtergrond
Meat Loaf werkte veel met schrijver Jim Steinman maar dit nummer werd geschreven door Diane Warren. Hij zingt tegen de geliefde uit de tekst, die wordt vormgegeven door de stem van Patti Russo. Tijdschrift Rolling Stone schreef: "I’d Lie for You (And That’s the Truth) raakt alle punten van Meat Loaf: een oxymoron-titel tussen haakjes, een exponentieel toenemend drama, een vals einde na vijf minuten, en een over-the-top muziekvideo. De hartstochtelijke stem van Meat bond het allemaal samen, met hulp van zijn duetpartner Patti Russo. Net als in Paradise by the Dashboard Light belooft hij zijn geliefde de wereld – als ze hem maar een greintje vertrouwen zou gunnen. 'Ik zou voor jou door de wildernis lopen,' brult hij, 'als je maar in mij zou geloven.'

## Hitnoteringen en prijzen
I'd Lie for You (And That's the Truth) bereikte de eerste plek van de Schotse hitlijst. In de UK Singles Chart werd het van de eerste plek gehouden door Gangsta's Paradise van Coolio en L.V.. Ook in Ierland, Australië, Hongarije, Zweden, Noorwegen en Vlaanderen bereikte het de top tien. Dit geldt ook voor de Nederlandse Top 40, waarin het tien weken genoteerd stond. Het nummer had in de Billboard Hot 100 de dertiende plek als hoogste notering.

### Nederlandse Top 40
| Hitnotering: 28-10-1995 t/m 23-12-1995 | Hitnotering: 28-10-1995 t/m 23-12-1995 | Hitnotering: 28-10-1995 t/m 23-12-1995 | Hitnotering: 28-10-1995 t/m 23-12-1995 | Hitnotering: 28-10-1995 t/m 23-12-1995 | Hitnotering: 28-10-1995 t/m 23-12-1995 | Hitnotering: 28-10-1995 t/m 23-12-1995 | Hitnotering: 28-10-1995 t/m 23-12-1995 | Hitnotering: 28-10-1995 t/m 23-12-1995 | Hitnotering: 28-10-1995 t/m 23-12-1995 | Hitnotering: 28-10-1995 t/m 23-12-1995 | Hitnotering: 28-10-1995 t/m 23-12-1995 |
| Week:                                  | 1                                      | 2                                      | 3                                      | 4                                      | 5                                      | 6                                      | 7                                      | 8                                      | 9                                      | 10                                     |                                        |
| -------------------------------------- | -------------------------------------- | -------------------------------------- | -------------------------------------- | -------------------------------------- | -------------------------------------- | -------------------------------------- | -------------------------------------- | -------------------------------------- | -------------------------------------- | -------------------------------------- | -------------------------------------- |
| Positie:                               | 35                                     | 20                                     | 12                                     | 11                                     | 10                                     | 11                                     | 11                                     | 17                                     | 29                                     | 34                                     | uit                                    |